# Роулі Дуглас
Роулі Дуглас  (англ. Rowley Douglas, 27 січня 1977) — британський веслувальник, олімпійський чемпіон.

## Виступи на Олімпіадах
| Олімпіада   | Дисципліна                     | Місце |
| ----------- | ------------------------------ | ----- |
| Сідней 2000 | вісімка розстібна зі стерновим | 1     |

## Зовнішні посилання
- Досьє на sport.references.com [Архівовано 12 жовтня 2012 у Wayback Machine.]

1. ↑  Douglas